# جائزة اليابان الكبرى للدراجات النارية 2014
جائزة اليابان الكبرى للدراجات النارية 2014 هو سباق دراجات نارية أقيم بتاريخ 12 أكتوبر 2014 في حلبة موتيجي، اليابان. كان الجولة الخامسة عشر من أصل 18 في سباق الجائزة الكبرى للدراجات النارية موسم 2014. فاز الإسباني خورخي لورنزو بفئة الموتو جي بي بينما جاء الإسباني مارك ماركيث في المركز الثاني وحصل على المركز الثالث الإيطالي فالنتينو روسي.

## وصلات خارجية
- الموقع الرسمي